# Gare d'Andermatt
La gare d'Andermatt est une gare ferroviaire de la ligne Furka-Oberalp située sur le territoire de la commune suisse d'Andermatt dans le canton d'Uri. Elle est aussi le terminus de la ligne Schöllenenbahn, reliant Andermatt à Göschenen et donc à l'extrémité nord du tunnel ferroviaire du Gothard.

## Situation ferroviaire
Établie à 1 432 mètres d'altitude, la gare d'Andermatt est située aux points kilométriques 96,974 de la ligne Furka-Oberalp et 3,770 de la ligne Schöllenenbahn.
La gare dispose de quatre voies et trois quais, outre les voies de service.

## Histoire
La gare a été ouverte durant la Première Guerre mondiale le 11 juillet 1917, date à laquelle le chemin de fer du Schöllenen a commencé à être exploité, initialement seulement en été. En 1926, la ligne a commencé à être exploitée toute l'année. L'année suivante, la ligne Furka-Oberalp a été ouverte sans interruption de Disentis/Mustér à Brigue,.
Une plaque commémorative en l'honneur de Ludwig Danioth, qui s'est battu pour la construction du tunnel de base de la Furka en tant que président de la compagnie ferroviaire Furka-Oberalp et membre du conseil d'État du canton d'Uri, se trouve dans la gare.
En même temps que l'ouverture de la télécabine Gütsch Express fin 2017, un nouveau passage souterrain a été ouvert du côté est de la gare. Il relie le bâtiment principal au nord, la gare aval de la télécabine au niveau de la sortie est et le village du côté de la sortie sud. Les travaux ont démarré en 2017 et ont conduit à l'ouverture d'une galerie commerçante où se trouvent des guichets de vente du Matterhorn-Gotthard Bahn et de l'Andermatt-Sedrun Sport AG. La gare a été transformée de manière générale afin de la rendre accessible aux personnes à mobilité réduite tandis que le bâtiment voyageurs a été déplacé au nord de la gare. Cette modification a eu également pour viser d'améliorer l'intégration de la gare avec le village et le domaine skiable d'Andermatt.

## Service des voyageurs

### Accueil
Gare du Matterhorn-Gotthard Bahn, elle est dotée d'un bâtiment voyageurs et de distributeurs automatiques de titres de transport dans le passage souterrain.
Elle est accessible aux personnes à mobilité réduite.

### Desserte
La gare est desservie par le Matterhorn Gotthard Bahn à hauteur d'un train Regio omnibus par heure sur les relations entre Andermatt et Disentis/Mustér ainsi qu'entre Andermatt et Viège via Brigue. Le MGB assure également deux trains par heure entre Andermatt et Göschenen. À ces services réguliers s'ajoutent, plusieurs fois par jour, le train Glacier Express qui relie Zermatt à Saint-Moritz et Davos Platz,.
- Zermatt – Brig Bahnhofplatz – Andermatt – Disentis/Mustér – Coire – Tiefencastel – Samedan – Saint-Moritz
- Andermatt - Col de l'Oberalp - Sedrun - Disentis/Mustér
- Viège - Brig Bahnhofplatz - Betten - Fiesch - Münster - Oberwald - Realp - Andermatt
- Andermatt - Göschenen

Plusieurs trains de ferroutage circulent chaque jour entre Andermatt et Sedrun durant la période de fermeture hivernale du col de l'Oberalp.

### Intermodalité
La gare d'Andermatt est en correspondance avec des lignes d'autocars interurbains assurées par CarPostal, à savoir les 681 reliant Andermatt à Oberwald via le col de la Furka, 682 en boucle au départ et à l'arrivée de Meiringen via les cols du Grimsel, du Nufenen, du Saint-Gothard et du Susten, 683 reliant Andermatt à Meiringen à l'aller par les cols de la Furka et du Grimsel et au retour par le col du Susten, 684 effectuant le trajet de la ligne 683 dans l'autre sens, 685 en boucle depuis Andermatt passant par Airolo, le col du Nufenen, Oberwald et le col de la Furka, 686 en boucle depuis Airolo via les cols du Nufenen, de la Furka et du Saint-Gothard, 162 de Meiringen à Göschenen via le col du Susten et 110 d'Airolo à Andermatt via le col du Saint-Gothard. De plus, Auto AG Uri dessert la gare avec certains rares services de début ou de fin de journée de la ligne 401 au départ de Flüelen, 410 depuis Flüelen. Andermatt-Urserntal Tourismus GmbH assure la ligne 421 pour la desserte interne d'Andermatt.
La gare est également très proche du départ de la télécabine Gütsch Express qui donne accès au domaine skiable d'Andermatt.